# Karl Hermann Frank
Karl Hermann Frank (Karlsbad, 24 gennaio 1898 – Praga, 22 maggio 1946) è stato un politico, generale e criminale di guerra tedesco delle SS, di origini boeme.
Insieme a Konrad Henlein fu il più importante dei capi del partito tedesco dei Sudeti. Nel periodo a cavallo tra il 1937 ed il 1938 fu l'ideatore di una serie di episodi provocatori che catturarono l'attenzione internazionale sulle condizioni in cui versavano le comunità sudete (etnicamente tedesche ma attribuite dal Trattato di Versailles del 1919 allo Stato cecoslovacco).

## Biografia
Frank fu indotto dagli insegnamenti del padre (sostenitore di Georg von Schönerer) ad odiare cechi ed ebrei. Dopo essersi iscritto, con risultati deludenti, alla facoltà di legge dell'Università Tedesca di Praga, alla fine della prima guerra mondiale si arruolò nell'esercito Austro-Ungarico. Dopo la guerra Frank lavorò in una libreria e venne in contatto con le ideologie di diversi gruppi nazionalisti.

### La carriera politica
Nel 1919 entrò nel Partito Nazionalista Tedesco dei Sudeti ed organizzò una libreria per distribuire materiale propagandistico. Quando il partito fu soppresso dal governo cecoslovacco, Frank contribuì alla formazione di quello che nel 1935 divenne il Partito Tedesco dei Sudeti (Sudetendeutsche Partei - SdP). Nello stesso anno divenne il capogruppo dell'(SdP) e fu eletto membro del parlamento cecoslovacco.

### L'apice della carriera: ilReichprotektorate l'amministrazione della Boemia-Moravia
Nell'ottobre del 1938 fu nominato vice Gauleiter dei Sudeti del Reich. Le sue capacità nell'ambito dell'amministrazione gli fecero guadagnare la simpatia di Heinrich Himmler che lo nominò Brigadeführer delle SS.
Nel 1939, all'apice della sua carriera politica, era investito di importanti responsabilità. Venne infatti promosso Gruppenführer delle SS, comandante supremo delle SS e della Polizia e nominato Segretario di Stato e rappresentante del Reichsprotektor nei territori annessi del Protettorato di Boemia e Moravia di Konstantin von Neurath. Nonostante fosse sotto il controllo di von Neurath, Frank possedeva il potere effettivo nel Reichprotektorat in quanto conosceva molto bene gli affari boemo-moravi ed aveva il supporto di Himmler.
In qualità di capo della polizia e di Segretario di Stato, Frank attuò una politica di rafforzamento dell'autorità germanica e di sradicamento della dissidenza ceca (si veda l'episodio dell'arresto del Primo Ministro della Boemia-Moravia Alois Eliáš) ma anche operando per guadagnare autonomia dallo stesso von Neurath. Quando von Neurath fu rilevato dal suo incarico nel settembre del 1941, Frank si aspettava di prenderne il posto, ma venne scelto Reinhard Heydrich. I rapporti tra Heydrich e Frank furono dapprima molto tesi ma ben presto entrambi misero da parte i loro diverbi e scelsero la via della collaborazione.
Quando Heydrich fu assassinato da patrioti cecoslovacchi, nel giugno del 1942, Frank mancò di nuovo la successione e al suo posto venne scelto come nuovo Reichsprotektor Kurt Daluege. Come rappresaglia per l'assassinio di Heydrich, Frank e Daluege ordinarono la distruzione dei villaggi di Lidice e Ležáky. Sotto il comando di Daluege Frank continuò nel consolidamento della sua posizione politica. Nel 1943, quando Wilhelm Frick divenne governatore del protettorato della Boemia-Moravia, Frank era già l'ufficiale più potente della Boemia-Moravia. Nell'agosto del 1942 fu nominato Ministro del Reich per la Boemia-Moravia. Nel giugno del 1943 venne promosso a Obergruppenfuhrer delle SS, Generale della Polizia e Generale delle Waffen-SS.

### La fine
Frank si consegnò all'esercito americano a Plzeň il 9 maggio del 1945 e venne estradato nella zona di occupazione sovietica, a Praga tra il marzo e l'aprile del 1946. A guerra finita, fu processato sommariamente da un tribunale cecoslovacco e riconosciuto colpevole sia dei massacri di Lidice e Ležáky che della tentata germanizzazione dei territori boemo-moravi; fu impiccato il 22 maggio 1946 nel cortile del carcere Pankrac di Praga.